# Loriga
Loriga (pron.IFA [lu'ɾigɐ]) é uma vila portuguesa sede da Freguesia de Loriga do município de Seia, freguesia com 36,52 km² de área e 848 habitantes (censo de 2021), tendo, assim, uma densidade populacional de 23,2 hab./km².
A povoação de Loriga foi elevada à categoria de vila em 1989.
A freguesia engloba também a aldeia de Fontão. Faz parte do Parque Natural da Serra da Estrela.

## Geografia

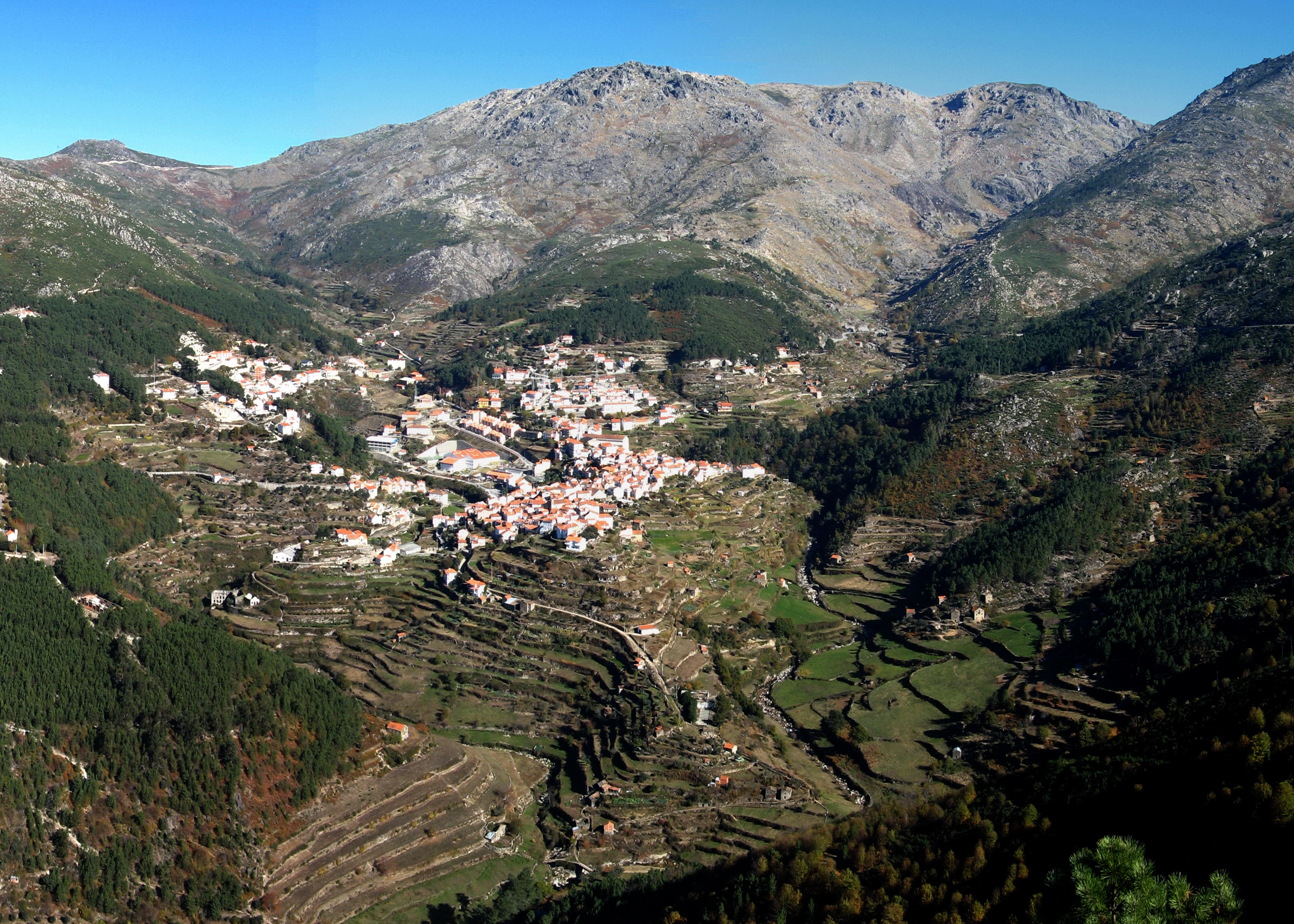
Vista panorâmica de Loriga e do vale glaciar com o mesmo nome, semelhante a uma paisagem alpina

Situada na parte sudoeste da Serra da Estrela, encontra-se a 20 km de Seia, 80 km da Guarda e 320 km de Lisboa. A vila é acessível pela EN 231 e pela EN 338, estrada concluída em 2006, seguindo um traçado preexistente, com um percurso de 9,2 km de paisagens de montanha, entre as cotas 960 m (Portela do Arão) e 1650 m, junto à Lagoa Comprida.
É conhecida como a "Suíça Portuguesa" devido à sua extraordinária localização geográfica.[carece de fontes?] Está situada a cerca de 770 m de altitude, na sua parte urbana mais baixa, rodeada por montanhas, das quais se destacam a Penha dos Abutres (1828 m de altitude) e a Penha do Gato (1771 m), e é abraçada por dois cursos de água: a Ribeira da Nave e Ribeira de São Bento, que se unem depois da E.T.A.R. para formarem a Ribeira de Loriga, um dos afluentes do Rio Alva.
Os socalcos e sua complexa rede de irrigação são um dos grandes ex-libris de Loriga, uma obra construída ao longo de centenas de anos e que transformou um vale rochoso num vale fértil. É uma obra que ainda hoje marca a paisagem, fazendo parte do património histórico da vila e é demonstrativa do génio dos seus habitantes.
Está dotada de uma ampla gama de infraestruturas físicas e socioculturais, que abrangem todos os grupos etários, das quais se destacam, por exemplo, o Grupo Desportivo Loriguense, fundado em 1934, a Sociedade Recreativa e Musical Loriguense, fundada em 1906, os  Bombeiros Voluntários de Loriga, criados em 1982, cujos serviços se desenvolvem para lá dos limites da vila, a Casa de Repouso Nª. Srª. da Guia, uma das últimas obras sociais de relevo, e a Escola Básica Dr. Reis Leitão. Em Agosto de 2006 iniciaram-se as obras do novo Quartel dos Bombeiros Voluntários, edifício concluído em 2012 e inaugurado em Setembro do mesmo ano.
A vila de Loriga integra a rede de Aldeias de Montanha.

## Demografia
A população registada nos censos foi:
| Distribuição da População por Grupos Etários | Distribuição da População por Grupos Etários | Distribuição da População por Grupos Etários | Distribuição da População por Grupos Etários | Distribuição da População por Grupos Etários |
| -------------------------------------------- | -------------------------------------------- | -------------------------------------------- | -------------------------------------------- | -------------------------------------------- |
| Ano                                          | 0-14 Anos                                    | 15-24 Anos                                   | 25-64 Anos                                   | > 65 Anos                                    |
| 2001                                         | 148                                          | 151                                          | 703                                          | 268                                          |
| 2011                                         | 65                                           | 102                                          | 567                                          | 319                                          |
| 2021                                         | 38                                           | 40                                           | 380                                          | 390                                          |

## Toponímia
Crê-se que o nome veio da localização estratégica da povoação, do seu protagonismo e dos seus habitantes nos montes Hermínios (atual Serra da Estrela) na resistência lusitana, o que levou os romanos a porem-lhe o nome de Lorica, designação geral para couraça guerreira romana; deste nome derivou Loriga, designação iniciada pelos Visigodos, que tem o mesmo significado.

## História

### Forais
Loriga tinha a categoria de sede de concelho desde o século XII, tendo recebido forais em 1136 (João Rhânia, senhorio das Terras de Loriga durante cerca de duas décadas, no reinado de D. Afonso Henriques), 1249 (D. Afonso III), 1474 (D. Afonso V) e 1514 (D. Manuel I). Apoiou os Miguelistas contra os Liberais na guerra civil portuguesa. Deixou de ser concelho pela reforma administrativa operada pelo decreto de 24 de outubro de 1855, tendo passado a pertencer ao Concelho de Seia, onde se encontra atualmente

### Até ao final do século XVIII
Fundada originalmente no alto de uma colina entre ribeiras onde hoje existe o centro histórico da vila. O local foi escolhido há mais de dois mil anos devido à facilidade de defesa (uma colina entre ribeiras), à abundância de água e de pastos, bem como ao facto de as terras mais baixas providenciarem alguma caça e condições mínimas para a prática da agricultura. Desta forma estavam garantidas as condições mínimas de sobrevivência para uma população e povoação com alguma importância.

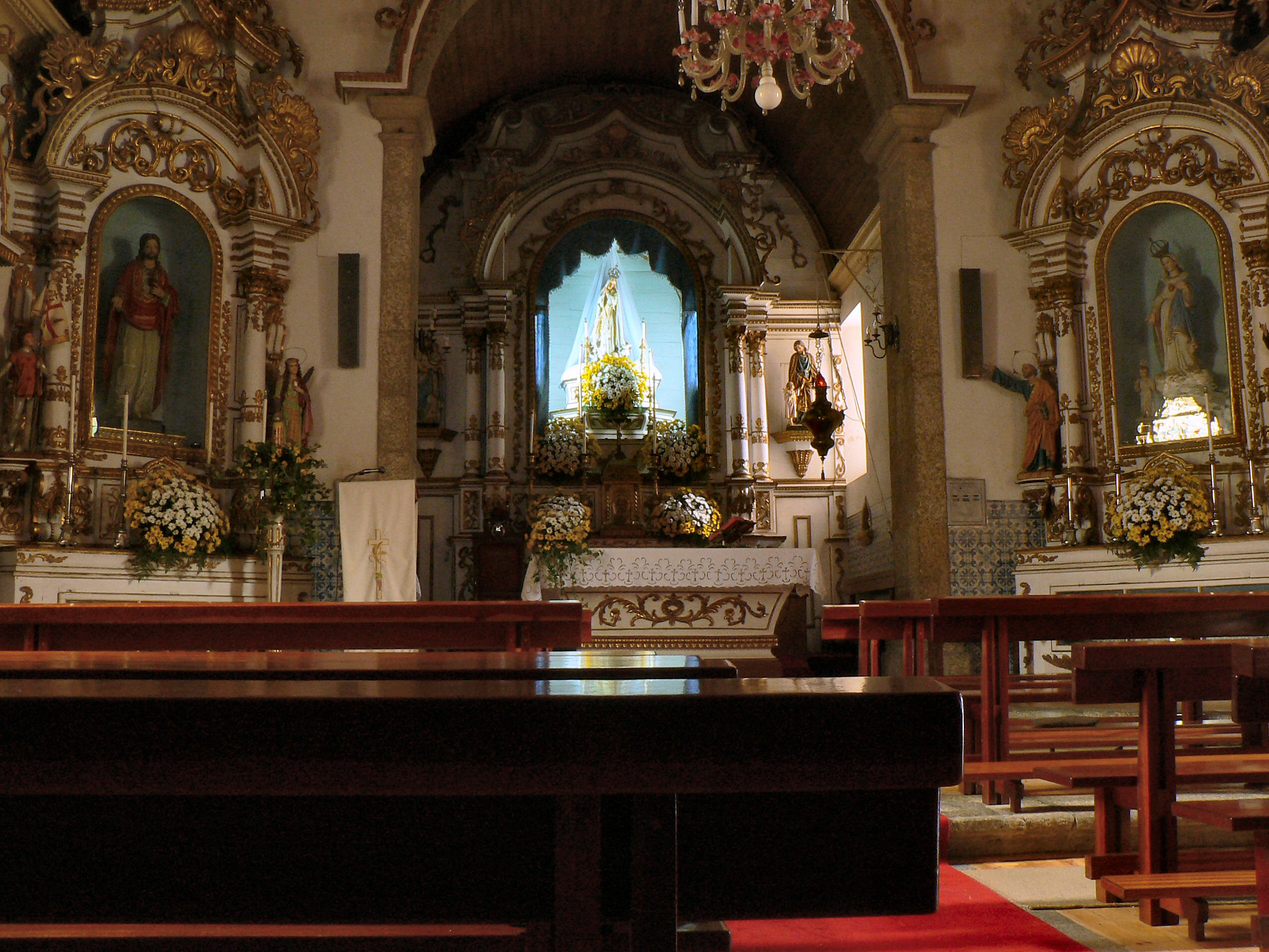
Igreja Matriz de Loriga - vista interior

Quando os romanos chegaram, a povoação estava dividida em dois núcleos. O maior, mais antigo e principal, situava-se na área onde hoje existem a Igreja Matriz e parte da Rua de Viriato e estava fortificado com muralhas e paliçada. No local do atual Bairro de São Ginês existiam já algumas habitações encostadas ao promontório rochoso, em cima do qual os Visigodos construíram mais tarde uma ermida dedicada àquele santo.

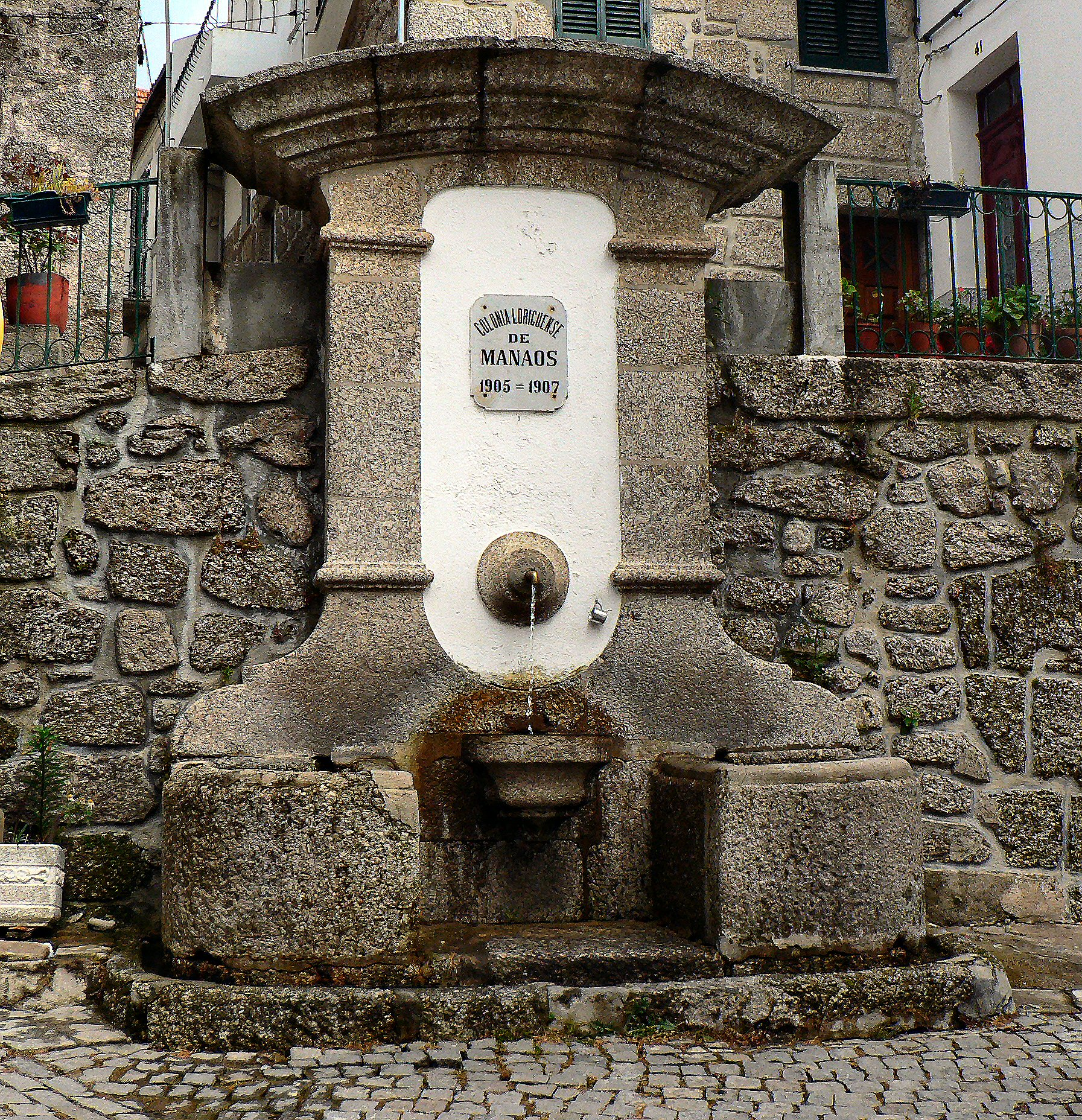
Fontanário em Loriga

Loriga era uma paróquia pertencente à Vigararia do Padroado Real e a Igreja Matriz foi mandada construir em 1233 pelo rei D. Sancho II. Esta igreja, cujo orago era já o de Santa Maria Maior e que se mantém, foi construída no local de outro antigo e pequeno templo, do qual foi aproveitada uma pedra com inscrições visigóticas, que está colocada na porta lateral virada para o adro. De estilo românico, com três naves, e traça exterior lembrando a Sé Velha de Coimbra, esta igreja foi destruída pelo sismo de 1755, dela restando apenas partes das paredes laterais.
O sismo de 1755 provocou enormes estragos na vila, tendo arruinado também a residência paroquial e aberto algumas fendas nas robustas e espessas paredes do edifício da Câmara Municipal construído no século XIII.  Um emissário do Marquês de Pombal esteve em Loriga a avaliar os estragos mas, ao contrário do que aconteceu com a Covilhã (outra localidade serrana muito afetada), não chegou do governo de Lisboa qualquer auxílio.

### Após o século XVIII
Loriga é uma vila industrial (têxtil) desde a segunda metade do século XIX. Chegou a ser uma das localidades mais industrializadas da Beira Interior, e a atual sede de concelho só conseguiu suplantá-la quase em meados do século XX. Tempos houve em que só a Covilhã ultrapassava Loriga no número de empresas. Nomes de empresas, tais como: Regato, Redondinha, Fonte dos Amores, Tapadas, Fândega, Leitão & Irmãos, Augusto Luis Mendes, Lamas, Nunes Brito, Moura Cabral, Lorimalhas, etc, fazem parte da rica história industrial desta vila. A principal e maior avenida de Loriga tem o nome de Augusto Luís Mendes, o mais destacado dos antigos industriais loriguenses. Apesar dos maus acessos, que se resumiam à velhinha estrada romana de Loriga, com dois mil anos, o facto é que os loriguenses transformaram Loriga numa vila industrial.

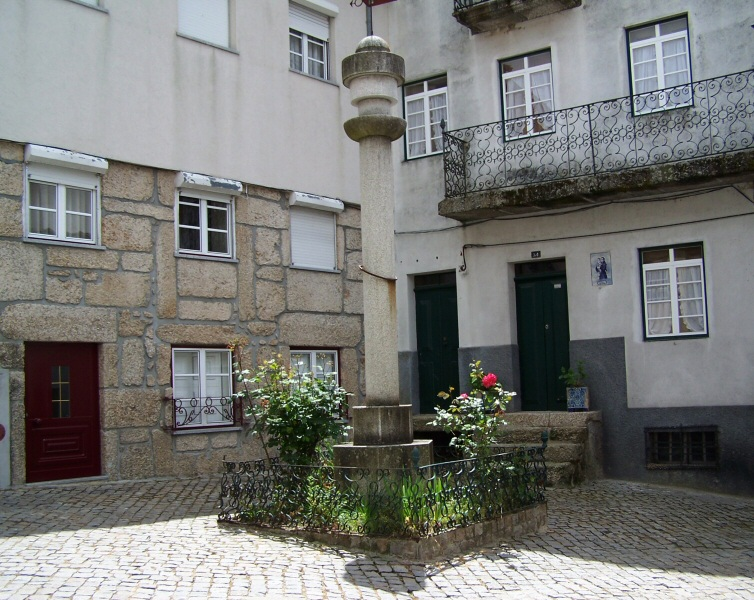
Largo do Pelourinho

Porém, partir da segunda metade do século XIX, como já foi mencionado, tornou-se um dos principais pólos industriais da Beira Alta, com a implantação da indústria dos lanifícios, que entrou em declínio durante durante a última década do século XX o que está a levar à desertificação da Vila, facto que afeta de maneira geral as regiões interiores de Portugal. Atualmente a economia loriguense baseia-se nas indústrias metalúrgica e de panificação, no comércio, restauração, alguma agricultura e pastorícia.
A área onde existem as atuais freguesias de Alvoco da Serra, Cabeça, Sazes da Beira, Teixeira, Valezim, Vide, e as mais de trinta povoações anexas, pertenceram ao município loriguense, tendo a maioria sido integradas neste concelho pela reforma administrativa operada pelo decreto de 6 de novembro de 1836.
Loriga e a sua região possuem enormes potencialidades turísticas e as únicas pistas e estância de esqui existentes em Portugal estão localizadas na Serra da Estrela, dentro da área da freguesia de Loriga.

## Património

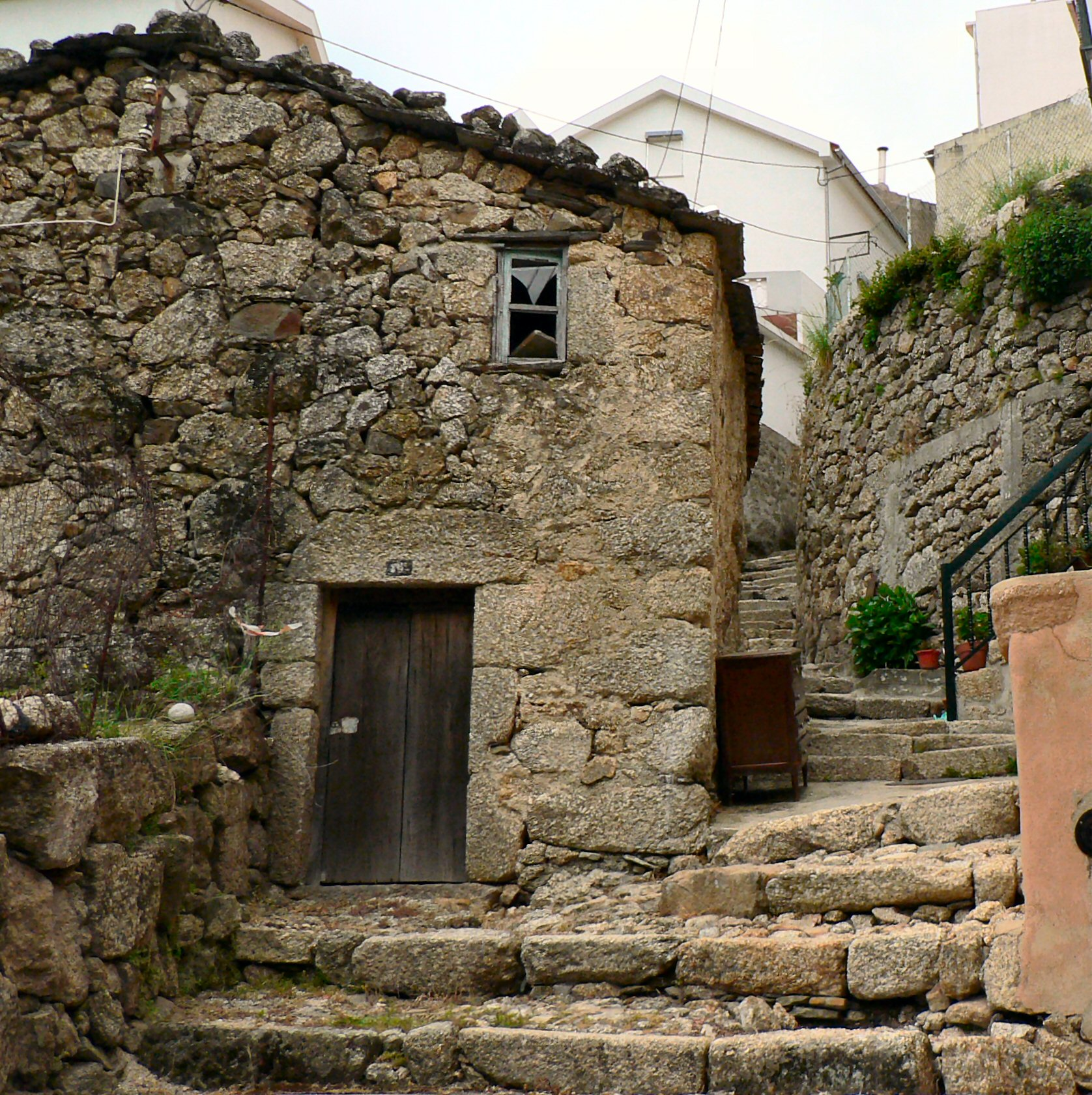
Rua da Oliveira

Em termos de património histórico, destacam-se a ponte e a estrada romanas (século I a.C.), uma sepultura antropomórfica (século VI a.C.) chamada popularmente de "caixão da moura", a Igreja Matriz (século XIII, reconstruída), o Pelourinho (século XIII, reconstruído), o bairro de São Ginês, a Rua de Viriato e a Rua da Oliveira.
A estrada romana e uma das duas pontes (a outra ruiu no século XVI após uma grande cheia na Ribeira de São Bento), com as quais os romanos ligaram Lorica, na Lusitânia, ao restante império, merecem destaque.
A rua da Oliveira é uma rua situada no centro histórico da vila. A sua escadaria tem cerca de 80 degraus em granito, o que lhe dá características peculiares. Esta rua recorda muitas das características urbanas medievais.
O bairro de São Ginês é um bairro do centro histórico de Loriga cujas características o tornam num dos bairros mais típicos da vila. Curioso é o facto de este bairro dever o nome a São Gens, um santo de origem céltica martirizado em Arles, na Gália, no tempo do imperador Diocleciano, orago de uma ermida visigótica situada na área, no local onde hoje está a capela de Nossa Senhora do Carmo. Com o passar dos séculos os loriguenses mudaram o nome do santo para São Ginês. Este núcleo da povoação, que já esteve separado do principal e mais antigo, situado mais abaixo, é anterior à chegada dos romanos.

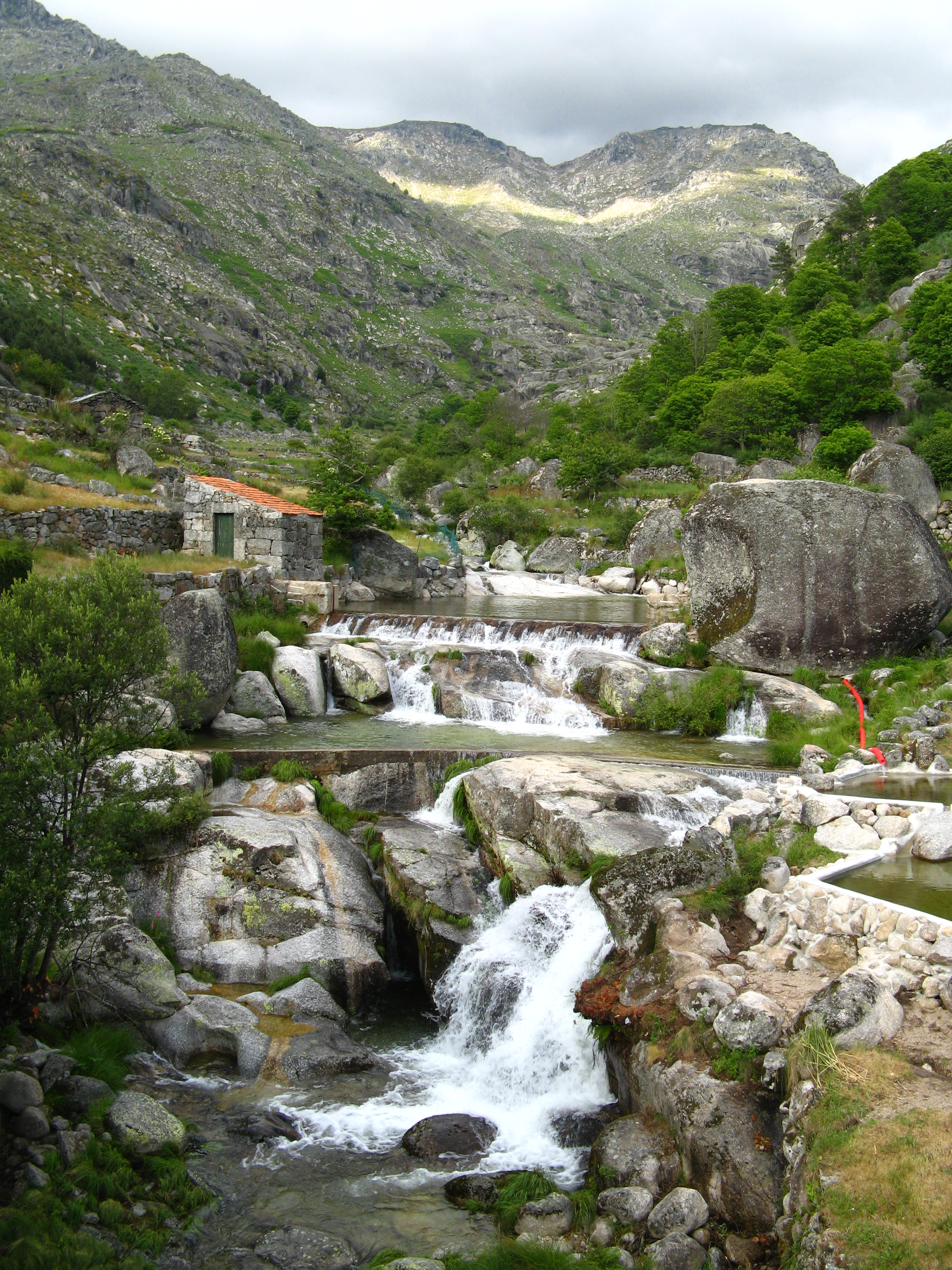
Praia fluvial de Loriga, conhecida também como "Poço do Zé Lages"

## Praia fluvial
A praia fluvial de Loriga situa-se no vale glaciário de Loriga, em pleno Parque Natural da Serra da Estrela, o que lhe confere condições naturais únicas. Esta zona balnear está equipada com diversas infraestruturas de apoio, tais como parque de estacionamento, casas de banho, posto de primeiros socorros, parque de merendas, parque para bicicletas, bar com esplanada, ecoponto e parque infantil.
Dia 5 de Maio de 2012, a praia fluvial de Loriga, ficou apurada entre as 21 finalistas, do total de 70 pré-finalistas, divididas por 7 categorias, para concorrer ao concurso "7 Maravilhas - Praias de Portugal", na categoria de "praias de rios".
Em Junho de 2012 recebeu a bandeira "Qualidade Ouro", atribuído pela Quercus. Ambas as bandeiras foram hasteadas dia 24 de Junho de 2012.
Como desde há alguns anos, em 2021, esta praia voltou a ser uma das galardoadas com a bandeira azul.

## Festividades
Ao longo do ano celebram-se de maneira especial o Natal, a Páscoa (com a Amenta das Almas - cantos noturnos masculinos, que evocam as almas de entes falecidos por altura da Quaresma), festas em honra de Sto. António (durante o mês Junho) e São Sebastião (no último domingo de julho), com as respetivas mordomias e procissões. Porém, o ponto mais alto das festividades religiosas é a festa dedicada à padroeira de Loriga, Nª. Srª. da Guia, que se realiza todos os anos, no primeiro Domingo de Agosto. No segundo Domingo, tem lugar a festa em honra de Nª. Srª. da Ajuda, no Fontão de Loriga.
Na noite de São Martinho, de 10 para 11 de Novembro, fazem-se as chocalhadas de São Martinho. Segundo a tradição, os pastores retiravam os chocalhos aos rebalhos e iam pelas ruas da vila, agitando-os vigorosamente, para afastar o mal dos seus rebanhos.

## Gastronomia
A gastronomia loriguense faz parte daquela considerada típica da Beira Alta, onde se salientam os pratos calóricos de alta montanha, os enchidos, a feijoada (com feijocas, uma espécie de feijão branco, maior que o habitual), o cabrito no forno, a broa de milho, queijaria de ovelha e cabra, nomeadamente o queijo da Serra (com DOP), a aguardente de zimbro. Grande parte dos doces e sobremesas típicas eram elaboradas para celebrar a Páscoa. De entre os doces, têm relevo as broínhas doces, o arroz doce, o carolo (doce feito com milho), a botelha (sobremesa elaborada com abóbora), a tapioca (sobremesa parecida ao arroz doce, feita com tapioca partida em grãos - importada pela comunidade loriguense no Brasil) e o Bolo Negro de Loriga. A importância da gastronomia única é refletida na Confraria da Broa e do Bolo Negro de Loriga. Loriga faz parte da Rota do Xisto e do Milho.

## Personalidades locais

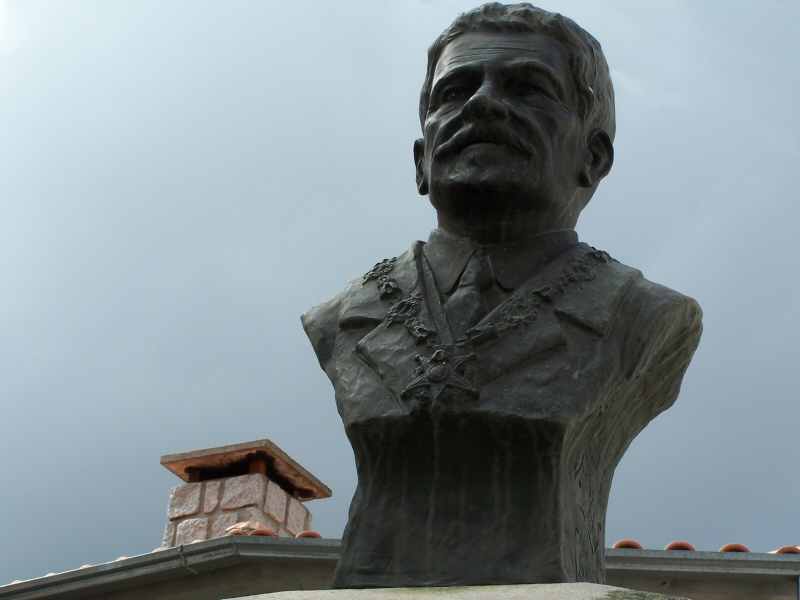
Busto do Dr. Amorim da Fonseca, da autoria do escultor Costa Motta (sobrinho)

- Joaquim Augusto Amorim da Fonseca (1862 — 1927) médico.
- Joaquim Pina Moura, (1952 — 2020) economista e político.
- Jorge Garcia, (1960 — ) ciclista.

## Brasão
O brasão, aprovado pela comissão de heráldica a 3 de Outubro de 2018, ostenta o escudo azul, roda dentada de ouro tendo nos cantões do chefe uma espiga de milho de prata, folhada de ouro, e um feixe de três espigas de centeio de prata. Em campanha, um monte de dois cômoros de prata, movente dos flancos e da ponta, carregado de uma gémina ondada de azul. A coroa mural é de prata de quatro torres. O listel é de prata com a legenda a negro “LORIGA”.
A bandeira é esquartelada de branco e azul, com cordões e borlas de prata de azul. Haste e lanças douradas.

Durante alguns anos, várias instituições que representam Loriga, usaram, informalmente, como símbolo da freguesia, um escudo partido, na primeira parte a Cruz de Cristo, e na segunda uma vista da Serra da Estrela sobre um engenho ou moinho com roda hidráulica.

## Acordos de geminação
Loriga celebrou um acordo de geminação com a vila, atual cidade, de Sacavém, em 1 de junho de 1996.[carece de fontes?]